# 621 Werdandi
621 Werdandi је астероид главног астероидног појаса. Приближан пречник астероида је 27,15 ,
а средња удаљеност астероида од Сунца износи 3,129 астрономских јединица (АЈ).
Инклинација (нагиб) орбите у односу на раван еклиптике је 2,313 степени, а орбитални период износи 2021,766 дана (5,535 година). Ексцентрицитет орбите астероида износи 0,143.
Апсолутна магнитуда астероида износи 10,49 а геометријски албедо 0,152.
Астероид је откривен 11. новембра 1906. године.